# Giampaolo Morelli
Giampaolo Morelli (ur. 25 listopada 1974 w Neapolu) – włoski aktor, reżyser filmowy, scenarzysta i pisarz.

## Życiorys

### Wczesne lata
Urodził się w Neapolu, gdzie uczęszczał do Liceo San Tommaso d’Aquino. Porzucił studia na wydziale psychologii i postanowił przenieść się do Rzymu, aby poświęcić się aktorstwu. 

### Kariera
Pracował jako komik, aż w roku 1999 zadebiutował w miniserialu Lata 60 (Anni '60). Następnie zagrał Massimone'a w komedii Paz! (2002) obok Claudio Santamarii.
Rok 2005 okazał się dla niego pracowity. Po występie w trzech filmach - komedii Perfekcjonista (L'uomo perfetto) z Riccardo Scamarcio, thrillerze Plan 17 (Piano 17), gdzie napisał scenariusz, i Drań i osoby niepełnosprawne (Il bastardo e l'handicappato). Wziął także udział w piątym sezonie serialu Powiatowa policja (Distretto di Polizia), grając kapitan karabinierów Davida Reya.
Uznanie wśród telewidzów zdobył jako tytułowy bohater serialu Rai 2 Inspektor Coliandro (L'ispettore Coliandro, 2006-2016).

## Wybrana filmografia

### obsada aktorska

#### filmy fabularne
- 2001: South Kensington jako Antonio
- 2002: Paz! jako Massimone
- 2003: Dillo con parole mie jako Andrea
- 2003: Amatemi jako istruktor joggingu
- 2003: Sei p. in cerca d'autore
- 2005: L'uomo perfetto jako Paolo
- 2005: Piano 17 jako Marco Mancini
- 2005: Il bastardo e l'handicappato
- 2012: L'isola dell'angelo caduto
- 2012: Stai lontana da me jako Mirko
- 2014: Song'e Napule jako Lollo Love
- 2015: Babbo Natale non viene da Nord jako ojciec Tommaso
- 2015: Poli opposti jako Alessandro

#### Telewizja
- 1999: Lata 60. (Anni '60) jako Luigino D'Alessio
- 2000: Sei forte, maestro
- 2004: Con le unghie e con i denti jako Stefano
- 2004: Vite a perdere
- 2004: Raccontami una storia jako Marco
- 2005: Distretto di Polizia jako Davide Rea
- 2006-: L'ispettore Coliandro jako inspektor Coliandro
- 2006: Crimini
- 2006: Le ragazze di San Frediano
- 2006-2009: Butta la luna jako Nicola Argenzi
- 2007: Il Capitano jako Francesco Spada
- 2010: Codice Aurora
- 2010: Un paradiso per due jako Carlo Bramati
- 2011: La donna della domenica jako komisarz Santamaria
- 2011: Baciati dall'amore jako Carlo Gambardella
- 2013: Volare - La grande storia di Domenico Modugno jako Walter Chiari
- 2014: Braccialetti rossi
- 2014: Una Ferrari per due jako Andrea De Lazzaro
- 2014: Una villa per due
- 2015: Una grande famiglia jako Alberto Magnano

### Reżyser i scenarzysta
- 2003: Sei p. in cerca d'autore
- 2005: Piano 17
- 2005: Il bastardo e l'handicappato
- 2014: Song'e Napule